# 방사거북
방사거북(放射-,Astrochelys radiata)은 땅거북의 일종으로 등딱지 길이 41센티미터에 몸무게 16킬로그램으로 큰 편에 속한다. 주로 남부 마다가스카르에 발견되지만, 소수는 레위니옹, 모리셔스에도 서식한다. 초식성으로 과일이나 다육식물을 먹는다. 하지만 남획과 서식지 상실로 인해 심각한 멸종위기종이다.
확인된 개체는 188년을 살아 가장 오래 산 동물에 속한다.